# Celastrus franchetiana
Celastrus franchetiana är en benvedsväxtart som beskrevs av Ludwig Eduard Theodor Loesener. Celastrus franchetiana ingår i släktet Celastrus och familjen Celastraceae. Inga underarter finns listade.